# Drugi rząd Antoniego Ponikowskiego
Drugi rząd Antoniego Ponikowskiego – gabinet pod kierownictwem premiera Antoniego Ponikowskiego, utworzony 10 marca 1922 roku przez Naczelnika Państwa Józefa Piłsudskiego. Rząd ustąpił 6 czerwca 1922 roku. Zlikwidowano Ministerstwo Kultury i Sztuki.

## Utworzenie rządu
Dymisja I rządu Antoniego Ponikowskiego spowodowana niemożnością przeforsowania własnej koncepcji włączenia Ziemi wileńskiej do Polski spowodowała przesilenie rządowe.
Wincenty Witos (PSL "Piast") i Stanisław Głąbiński (ZLN) odmówili kolejno podjęcia się misji formowania nowego gabinetu. PSL "Piast" nie chciało wejść do większości rządowej bez udziału NPR. W Konwencie Seniorów doszło wobec tego do głosowania na kandydatów pozaparlamentarnych.
Za Ponikowskim wypowiedziały się oprócz macierzystego Narodowo-Chrześcijańskiego Stronnictwa Pracy również PSL "Piast", Polska Partia Socjalistyczna, PSL "Wyzwolenie", Narodowa Partia Robotnicza, Klub Pracy Konstytucyjnej, Narodowe Zjednoczenie Ludowe i Klub Mieszczański (łącznie 247 posłów), przeciwko były zaś Związek Ludowo-Narodowy, Narodowo-Chrześcijański Klub Robotniczy i Stronnictwo Katolicko-Ludowe (łącznie 135 posłów). Wobec tego Antoni Ponikowski przystąpił do tworzenia rządu. 
Równocześnie (1 marca) przedstawiciele dyplomatyczni akredytowani w Polsce ostrzegli władze przed "fatalnym wrażeniem", które wywołałaby prosta inkorporacja Wilna.
W skład rządu weszli:
- Antoni Ponikowski (ChNSP) – prezes Rady Ministrów, minister wyznań religijnych i oświecenia publicznego
- Antoni Kamieński – minister spraw wewnętrznych
- Konstanty Skirmunt – minister spraw zagranicznych
- generał porucznik Kazimierz Sosnkowski – kierownik Ministerstwa Spraw Wojskowych (od 13 maja 1922 minister)
- Bronisław Sobolewski – minister sprawiedliwości
- Jerzy Michalski – minister skarbu
- Stefan Ossowski – minister przemysłu i handlu
- Józef Raczyński – minister rolnictwa i dóbr państwowych
- Ludwik Zagórny-Marynowski – minister kolei żelaznych
- Władysław Stesłowicz (SPN) – minister poczt i telegrafów
- Gabriel Narutowicz – minister robót publicznych
- Ludwik Darowski – minister pracy i opieki społecznej
- Witold Chodźko – minister zdrowia publicznego
- Józef Wybicki – minister ds. byłej dzielnicy pruskiej (do 29 kwietnia 1922)

## Zmiany w rządzie
- 29 kwietnia 1922 – likwidacja ministerstwa ds. byłej dzielnicy pruskiej i dymisja Józefa Wybickiego
- 13 maja 1922 – generał porucznik Kazimierz Sosnkowski mianowany ministrem spraw wojskowych[1]